# Tambora
El Tambora (del indonesio: Gunung Tambora o Tomboro ‘montaña Tambora’) es un estratovolcán activo con una altitud de 2850 m s. n. m. ubicado en la parte norte de la isla de Sumbawa, en Indonesia. Sumbawa está flanqueada al norte y al sur por la corteza oceánica,y el Tambora se formó por una zona de subducción activa debajo de la isla. Este proceso elevó el Tambora hasta 4300 m s. n. m., convirtiéndolo en uno de los picos más altos del archipiélago indonesio del siglo XVIII. Cuando una gran cámara magmática dentro de la montaña se llenó a lo largo de varias décadas, la actividad volcánica alcanzó un clímax histórico con la erupción del 10 de abril de 1815. Esta erupción tuvo un índice de explosividad volcánica IEV–7, y es la única erupción de esa magnitud que fue inequívocamente confirmada desde la erupción del Taupo, alrededor del 180 d. C.
Con un volumen de eyección estimado en 160 km³, la erupción del Tambora de 1815 fue la mayor erupción volcánica registrada de la historia. La explosión se oyó hasta en la isla de Sumatra, a una distancia de más de 2000 km. Importantes cantidades de pesada ceniza volcánica cayeron tan lejos como Borneo, Célebes, Java y las islas Molucas. La erupción causó la muerte de por lo menos 71 000 personas, de los cuales 11 000–12 000 fallecieron por los efectos directos de la erupción; la mayoría de las muertes fueron causadas por enfermedades y hambre, ya que como consecuencia de la erupción se arruinó la producción agrícola en la región. Se cree que la cifra frecuentemente citada de 92 000 fallecidos es probablemente sobrestimada.
La erupción provocó anomalías climáticas globales, incluso un fenómeno conocido como «invierno volcánico»: 1816 se conoció como el «año sin verano» debido a los efectos de la erupción sobre el clima de Europa y América del Norte. Se perdieron cosechas y el ganado murió en gran parte del hemisferio norte, lo que condujo a la peor hambruna del siglo XIX.
Durante excavaciones en 2004, un equipo de arqueólogos descubrió los restos de los antiguos asentamientos de Tambora, sepultados por la erupción de 1815. Se mantuvieron intactos debajo de los depósitos piroclásticos con una profundidad de 3 metros. En el lugar, conocido como «Pompeya del Este», los artefactos se conservaron en las posiciones que habían ocupado en 1815.

## Marco geográfico

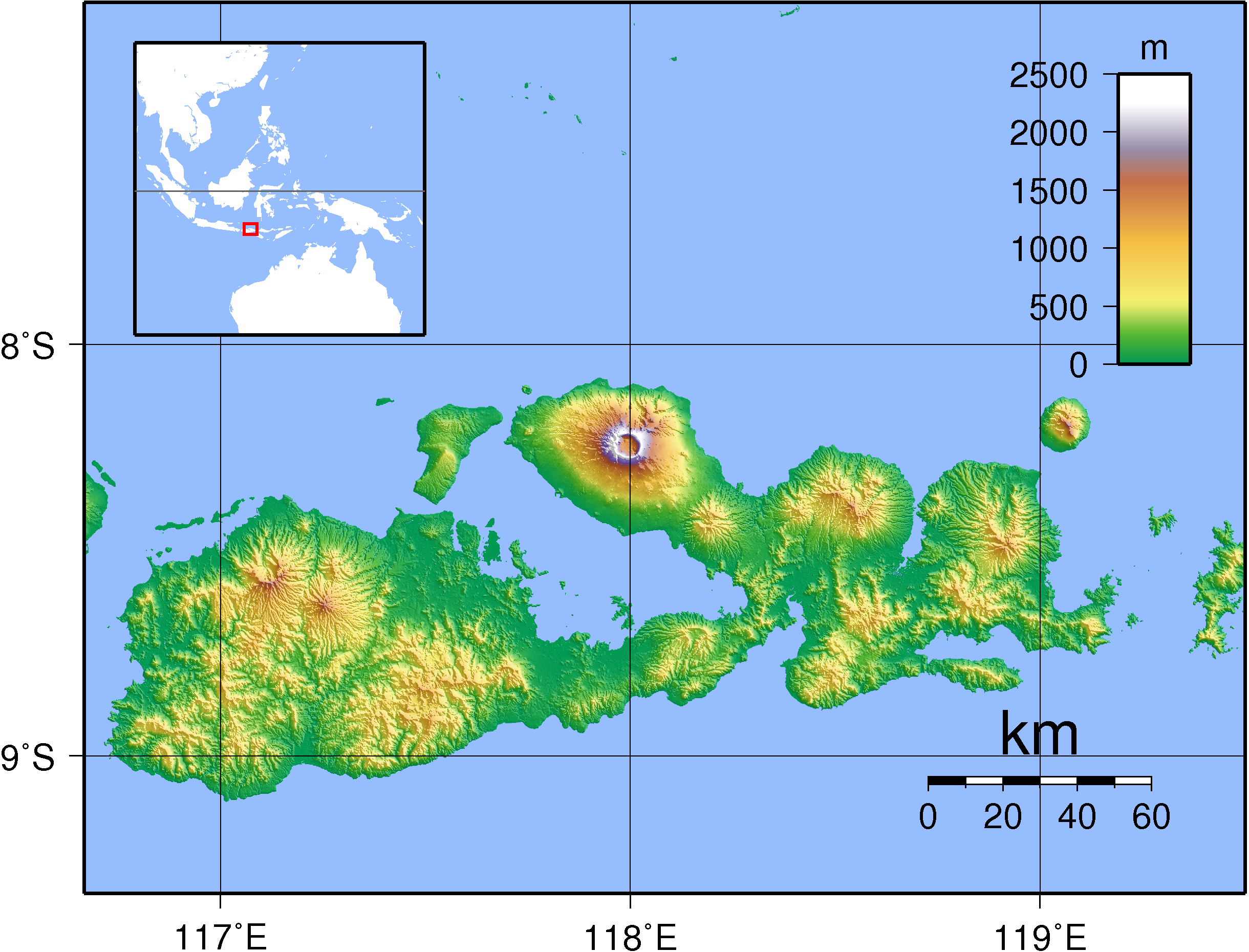
Mapa topográfico de Tambora y Sumbawa.

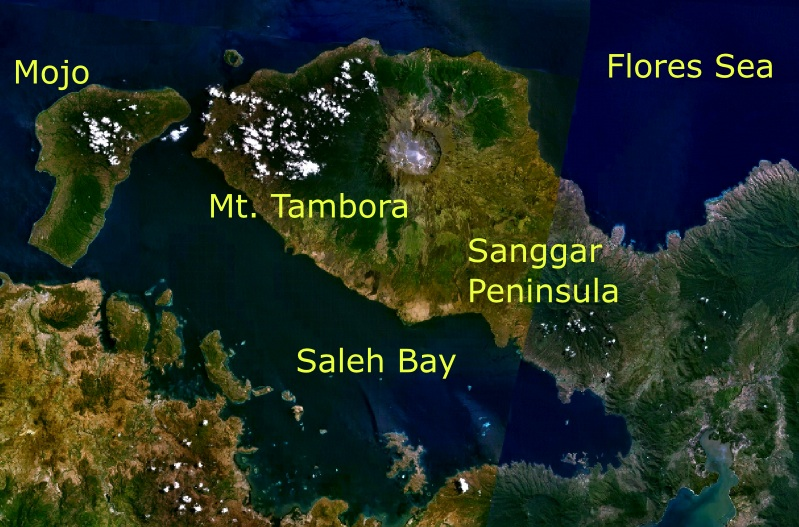
Volcán Tambora, vista del desde el espacio.

El Tambora está situado en la isla de Sumbawa que forma parte de las islas menores de la Sonda. Es un segmento del Arco de Sonda, una serie de islas volcánicas que forman la cadena meridional del archipiélago de Indonesia. Tambora forma su propia península en Sumbawa, que se conoce como la península de Sanggar. En el norte de la península se encuentra el mar de Flores, y en el sur la bahía de Saleh, 86 km de largo y 36 km de ancho. En la desembocadura de la bahía de Saleh hay un islote de 30 000 hectáreas llamado Moyo (en indonesio: pulau Moyo)  que cuenta con un lujoso refugio de huéspedes donde se alojaron celebridades como la Princesa Diana.
El Tambora no sólo es de interés para sismólogos y vulcanólogos que monitorean la actividad del volcán, sino es también un área donde se llevan a cabo estudios científicos por arqueólogos y biólogos. El área también atrae a turistas por la naturaleza y las actividades de senderismo. Las dos ciudades más cercanas son Dompu y Bima. Hay tres concentraciones de aldeas alrededor de las laderas del volcán. En el este se encuentra la aldea de Sanggar, al noroeste Doro Peti y Pesanggrahan, y al oeste la aldea de Calabai.
Se conocen tres rutas de ascenso para llegar a la caldera. La primera comienza en Doro Mboha un pueblo al sur de la montaña. Esta ruta sigue un camino pavimentado a través de una plantación de marañón hasta llegar a 1150 m s. n. m. Una pista de senderismo termina en la parte sur de la caldera a una altitud de 1950 m s. n. m. Este lugar se utiliza generalmente como campamento de base para monitorear la actividad volcánica, ya que sólo se necesita una hora para llegar a la caldera. La segunda ruta se encuentra al suroeste de la montaña y se inicia en el pueblo de Doro Peti; la estación de monitoreo volcánica del Tambora se encuentra en esta localidad. La tercera ruta parte del pueblo de Pancasila al noroeste de la montaña; es únicamente accesible a pie y pasa a través de una plantación de café. El punto más alto del Tambora está situado en una cumbre cerca del borde occidental de la caldera.

## Historia geológica

### Formación
Tambora se encuentra a 340 km al norte de la fosa de Java y 180–190 km encima de la parte superior de la zona de subducción que se hunde hacia el norte. La isla de Sumbawa está flanqueada tanto al norte como al sur por la corteza oceánica. La tasa de convergencia es de 7,8 cm por año. Se estima que Tambora se formó hace unos 57 000 años. La deposición de sus estratos drenó una gran cámara magmática dentro de la montaña. El islote de Mojo se formó como parte de este proceso geológico en el que la bahía de Saleh, derrumbándose en la caldera creada por el drenaje de la cámara de magma, se transformó en una cuenca marítima hace unos 25 000 años.
De acuerdo con un estudio geológico llevado a cabo antes de la erupción de 1815, el Tambora tenía la forma de un típico estratovolcán, con un cono volcánico alto y simétrico, y una chimenea central. El diámetro en la base mide 60 km. La chimenea central frecuentemente emitió lava que caía por una pendiente pronunciada.
Desde la erupción de 1815, la parte inferior contiene los depósitos de secuencias intercaladas de lava y material piroclástico. Los flujos de lava, con un espesor de 1–4 m, constituyen aproximadamente el 40% del espesor de las capas. Por la fragmentación de los flujos de lava se produjeron gruesos lechos de escoria. En la parte superior, la lava es intercalada con escoria, tobas, y material piroclástico. Existen por lo menos veinte conos satélite. Algunos de ellos tienen nombres, tales como Tahe (844 m), Molo (602 m), Kadiendinae, Kubah (1648 m), y Doro Api Toi. La mayoría de estos conos produjo lava basáltica.

### Historia eruptiva

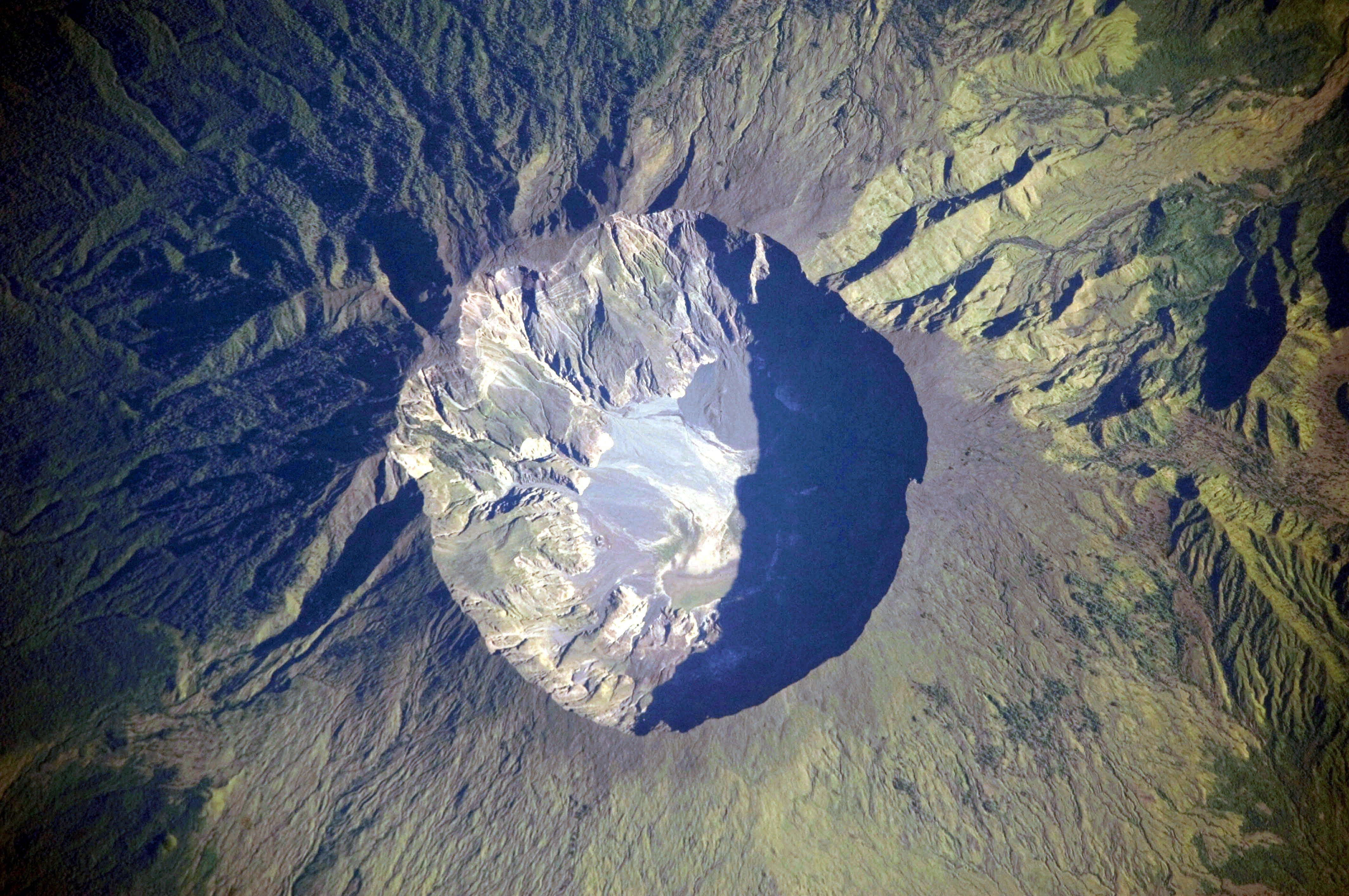
La caldera de la cumbre del volcán

Mediante la datación por radiocarbono se logró identificar las fechas de tres erupciones del Tambora que ocurrieron antes de la erupción de 1815, aunque se desconoce las magnitudes de las mismas. Las fechas estimadas son 3910 a. C. (± 200 años), 3050 a. C. y 740 a. C. (± 150 años). Todas eran erupciones explosivas de las chimeneas centrales con características similares, excepto la última erupción que carecía de flujos piroclásticos.
En 1812, el Tambora entró en un período de gran actividad volcánica culminando en el catastrófico episodio explosivo de abril de 1815. La erupción IEV–7 contaba con un volumen de eyección total de tefra de 160 km³. Fue una erupción explosiva de la chimenea central con flujos piroclásticos y el colapso de la caldera, causando tsunamis, y extensos daños a propiedades y tierras. Tuvo un efecto a largo plazo sobre el clima global. La alta actividad volcánica cesó el 15 de julio de 1815. En agosto de 1819 se registró alguna actividad volcánica posterior incluso una pequeña erupción (IEV–2) con nubes ardientes, ruidos retumbantes y réplicas, lo que se consideró como parte de la secuencia eruptiva de 1815. Después de aproximadamente 30 años, Tambora entró nuevamente en erupción, pero solo dentro de la caldera. Se formaron pequeños flujos de lava y cúpulas de lava extrusiones. Esta erupción (IEV–2) creó el cono satélite Doro Api Toi dentro de la caldera.
El Tambora sigue siendo un volcán activo. Durante los siglos XIX y XX se formaron flujos de lava y domos menores en el piso de la caldera. La última erupción se registró en 1967, bien que fue una erupción menor y no explosiva (IEV–0).

## Erupción de 1815

### Cronología de la erupción

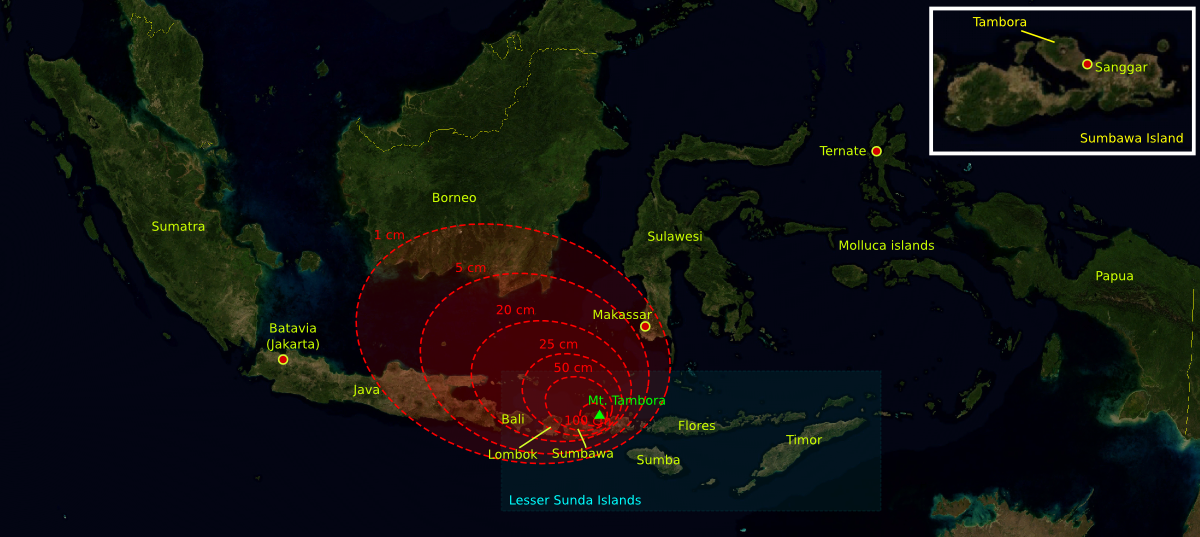
Aproximación de las caídas de ceniza volcánica durante la erupción 1815. Las áreas rojas indican espesor de la caída de ceniza volcánica. La región ultraperiférica (1 cm de espesor) alcanzó las islas de Borneo y Célebes.

Como resultado del enfriamiento gradual de magma hidratado en una cámara magmática cerrada, el Tambora experimentó varios siglos de inactividad latente antes de 1815. Durante el enfriamiento y la cristalización del magma, la exsolución formó un magma fluido a alta presión dentro de la cámara, a profundidades entre 1.5 hasta 4.5 km. Se generó una sobrepresión de la cámara de aproximadamente 4000–5000 bar, y la temperatura varió desde 700 hasta 850℃. En 1812, la caldera comenzó a retumbar y generó una nube de humo oscuro.
El 5 de abril de 1815, se produjo una erupción de mediano tamaño, seguida de sonidos de detonaciones atronadores que se escucharon en Macasar, en la isla de Célebes a una distancia de 380 km, Batavia (ahora Yakarta) en Java a una distancia de 1260 km, y Ternate en las islas Molucas a una distancia de 1400 km. En la mañana del 6 de abril ceniza volcánica comenzó a caer en Java Oriental con el sonido de detonaciones leves que continuaron hasta el 10 de abril. Lo que primero parecía ser el sonido de disparos de armas de fuego, se escuchó el 10 de abril en la isla de Sumatra a más de 2600 km de distancia.
El 10 de abril, aproximadamente a las 19:00 horas, las erupciones se intensificaron. Tres columnas ardientes se elevaron y se fusionaron. Toda la montaña se convirtió en una masa fluida de «fuego líquido». Fragmentos de piedra pómez de hasta 20 cm de diámetro comenzaron a caer aproximadamente a las 20:00 horas, seguido de caídas de ceniza en torno a 21:00–22:00 horas. Flujos piroclásticos cayeron de las laderas hacia el mar por todas partes de la península, aniquilando el pueblo de Tambora. Se escucharon fuertes explosiones hasta la noche siguiente, el 11 de abril. El velo de cenizas se había extendido tan lejos como Java Occidental y el sur de las Célebes. En Batavia se notaba un olor de «nitrógeno»  y cayeron fuertes lluvias mezcladas de tefra, que finalmente disminuyeron entre el 11 y 17 de abril.
Se estima que la explosión tuvo una magnitud de IEV 7. Tenía aproximadamente cuatro veces la energía de la erupción del Krakatoa de 1883, equivalente a una explosión de 800 Megaton de TNT. Un volumen de aproximadamente 160 km³ de traquiandesita piroclástica fue expulsado, con un peso aproximado de 1.4e14 kg (1.4×1014 kg). Esto creó una caldera con un diámetro de 6–7 kilómetros y una profundidad de 600 a 700 m. En Macasar, la densidad de la ceniza caída fue de 636 kg/m². Antes de la explosión, el Tambora tenía una altitud de aproximadamente 4300 m s. n. m., y fue uno de los picos más altos del archipiélago indonesio. Después de la explosión solo midió 2851 m s. n. m.
La erupción del Tambora de 1815 fue la mayor erupción en la historia registrada (véase tabla I, para comparación). La explosión se escuchó hasta una distancia de 2600 km, y la ceniza cayó hasta una distancia de al menos 1300 km. La oscuridad diurna se observó tan lejos como hasta 600 km de la cumbre de la montaña durante dos días. Los flujos piroclásticos se extendieron sobre al menos 20 km de la cumbre. Debido a la erupción, las islas de Indonesia fueron golpeadas por olas de tsunami que alcanzaron una altura de hasta 4 m.

### Consecuencias
Toda la vegetación de la isla fue destruida. Árboles arrancados, mezclados con cenizas de pómez, fueron arrastrados hacia el mar y formaron balsas de hasta 5 km de diámetro. Una balsa de piedra pómez fue encontrada en el océano Índico, cerca de Calcuta, el 1 y 3 de octubre de 1815. Gruesas nubes de ceniza todavía cubrían la cumbre el 23 de abril. Las explosiones cesaron el 15 de julio, aunque las emisiones de humo todavía se observaron hasta el 23 de agosto de 1815. En agosto de 1819, cuatro años después del episodio de 1815, se registraron llamas y réplicas retumbantes.
El 10 de abril de 1815, un tsunami de mediano tamaño golpeó las costas de varias islas en el archipiélago de Indonesia, alcanzado una altura de hasta 4 m en Sanggar a las 22.00 horas. Un tsunami de 1–2 m de altura fue registrado en Besuki, Java Oriental antes de la medianoche, y un de 2 m de altura en las islas Molucas. La estimación del número total de víctimas fatales del tsunami se eleva a unos 4600 muertos.
La columna de erupción alcanzó la estratosfera, a una altitud de más de 43 km. Las partículas de ceniza más gruesas cayeron hasta 1 a 2 semanas después de la erupción, pero las partículas de cenizas más finas se quedaron en el ambiente a una altitud de 10–30 km durante unos meses hasta unos años. Los vientos longitudinales propagaron estas partículas finas por el mundo, creando fenómenos ópticos. En Londres se observaron atardeceres y crepúsculos prolongados con colores brillantes entre el 28 de junio y el 2 de julio de 1815, así como entre el 3 de septiembre y 7 de octubre de 1815. El brillo del cielo crepuscular apareció típicamente colorido de naranja o rojo cerca del horizonte y de color púrpura o rosado por encima.
El número estimado de muertes varía dependiendo de la fuente. Zollinger (1855) estima el número de muertes directas en 10 000,  probablemente causada por los flujos piroclásticos. En la isla de Sumbawa hubo 38.000 muertes por hambre y otras 10 000 muertes ocurrieron debido a enfermedades y hambre en la isla de Lombok. Petroeschevsky (1949) estima que alrededor de 48.000 y 44.000 personas murieron en Sumbawa y Lombok respectivamente. Varios autores utilizan los datos de Petroeschevsky, incluyendo Stothers (1984) quien cita un total de 88.000 muertes. Sin embargo, Tanguy et al. (1998) afirmaron que las cifras de Petroeschevsky son infundadas y basadas en referencias no localizables. Tanguy revisó el número basándose únicamente en dos fuentes creíbles, i.e., Zollinger, quien pasó varios meses en Sumbawa después de la erupción, y las notas de Thomas Raffles. Tanguy señaló que pudieran haber fallecido más víctimas de hambre y enfermedades en Bali y Java Oriental. En su estimación hubo 11 000 muertes por efectos volcánicos directos y 49.000 por el hambre y las enfermedades epidémicas después de la erupción. Oppenheimer (2003) llegó a un número modificado de al menos 71.000 muertes en total, como se puede ver en la tabla I.
Adicionalmente, esta erupción tuvo como causa directa un cambio en el clima de todo el hemisferio norte, que se tornó drásticamente más frío. Este año, conocido entonces como el año sin verano, trajo consigo grandes hambrunas y una gran crisis a Europa. En este contexto de necesidad y superstición brota la corriente artística del Romanticismo.
| Erupciones      | País                    | Ubicación                    | Año  | Altura columna (km) | IEV | Anomalía verano hemisferio N. (°C) | Fatalidades  |
| --------------- | ----------------------- | ---------------------------- | ---- | ------------------- | --- | ---------------------------------- | ------------ |
| Monte Vesubio   | Italia                  | Mediterráneo                 | 79   | 30                  | 5   | ?                                  | >2 000       |
| Hatepe (Taupo)  | Nueva Zelanda           | Anillo de Fuego del Pacífico | 186  | 180                 | 7   | ?                                  | ?            |
| Baekdu          | China / Corea del Norte | Anillo de Fuego del Pacífico | 969  | 75                  | 6–7 | ?                                  | ?            |
| Kuwae           | Vanuatu                 | Anillo de Fuego del Pacífico | 1452 | ?                   | 6   | -0.5                               | ?            |
| Huaynaputina    | Perú                    | Anillo de Fuego del Pacífico | 1600 | 46                  | 6   | -0.8                               | ± 1 400      |
| Tambora         | Indonesia               | Anillo de Fuego del Pacífico | 1815 | 160                 | 7   | -0.5                               | >71 000      |
| Krakatoa        | Indonesia               | Anillo de Fuego del Pacífico | 1883 | 80                  | 6-7 | -0.5                               | 36 600       |
| Santa María     | Guatemala               | Anillo de Fuego del Pacífico | 1902 | 34                  | 6   | sin anomalía                       | 7 000–13 000 |
| Novarupta       | EE. UU., Alaska         | Anillo de Fuego del Pacífico | 1912 | 32                  | 6   | -0.4                               | 2            |
| Mt. St. Helens  | EE. UU., Washington     | Anillo de Fuego del Pacífico | 1980 | 25-32               | 5   | sin anomalía                       | 57           |
| El Chichón      | México                  | Anillo de Fuego del Pacífico | 1982 | 32                  | 4–5 | sin anomalía                       | >2 000       |
| Nevado del Ruiz | Colombia                | Anillo de Fuego del Pacífico | 1985 | 15                  | 3   | sin anomalía                       | 23 000       |
| Pinatubo        | Filipinas               | Anillo de Fuego del Pacífico | 1991 | 34                  | 6   | -0.3                               | 1 202        |

Fuente: Oppenheimer (2003), y Smithsonian Global Volcanism Program para EIV.

### Efectos globales

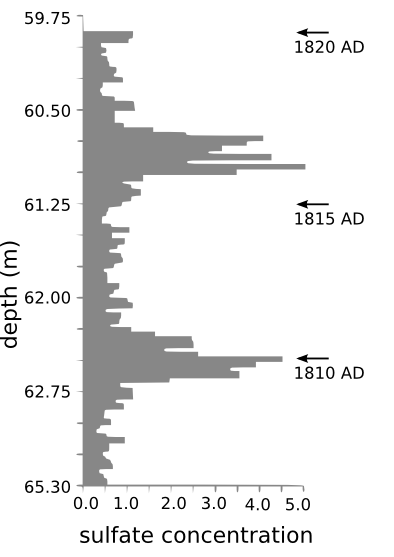
Concentración de Sulfato en un núcleo de hielo de Groenlandia central, fechada contando variaciones estacionales de isótopos de oxígeno. Existe una erupción desconocida a finales de la década de 1800. Fuente: Dai (1991).

La erupción de 1815 lanzó azufre en la estratosfera, provocando anomalías climáticas mundiales. Se utilizaron diferentes métodos para estimar el volumen de azufre expulsado durante la erupción: el método petrológico, la medición de la profundidad óptica basada en observaciones anatómicas, y el método de la medición de la concentración de sulfato en núcleos de hielo de la región polar (Groenlandia y la Antártida). Los resultados variaron según el método, y oscilaron entre 10 millones y 120 millones de toneladas.
En la primavera y verano de 1815, se observó una persistente «niebla seca» en el noreste de Estados Unidos. La niebla se enrojeció y atenuó la luz del sol a tal grado que las manchas solares eran visibles a simple vista. La «niebla» no fue dispersada por el viento ni por la lluvia. Fue descrita como un velo de aerosoles de sulfato estratosféricos. En el verano de 1816, conocido como el año sin verano, los países del hemisferio norte se vieron afectados por condiciones climáticas extremas. Las temperaturas medias globales disminuyeron aproximadamente 0,4-0,7 °C, lo suficiente para causar problemas agrícolas importantes en el mundo. El 4 de junio de 1816, se registraron heladas en Connecticut, y por el día siguiente, la mayor parte de Nueva Inglaterra fue envuelta por un frente frío. El 6 de junio de 1816, la nieve cayó en Albany (Nueva York) y Dennysville, Maine. Estas condiciones se produjeron durante al menos tres meses y arruinaron la mayor parte de los cultivos agrícolas en América del Norte. En Canadá se experimentó un frío extremo durante el verano. Entre el 6 y 10 de junio de 1816 se acumuló una capa de nieve de 30 cm alrededor de Quebec.
1816 fue el segundo año más frío en el hemisferio norte desde 1400 d. C., después del año 1601 tras la erupción del Huaynaputina de 1600 en el Perú. La década de 1810 fue la más fría de la historia, como resultado de la erupción del Tambora de 1815 y de una erupción desconocida en 1808. Las anomalías de la temperatura superficial durante los veranos de 1816, 1817 y 1818 fueron -0,51 °C, -0,44 °C, y -0,29 °C, respectivamente. Además de un verano más fresco, partes de Europa experimentaron un invierno más tormentoso.
Entre 1816 y 1819 una epidemia de tifus afectó el sureste de Europa y el este de Mediterráneo, epidemia cuya gravedad fue atribuida al patrón de anomalía climática que se experimentó. Los cambios climáticos interrumpieron el monzón de la India, causando tres malas cosechas y hambruna, lo que contribuyó a la propagación mundial de una nueva cepa de cólera originaria de Bengala en 1816.  Mucho ganado murió en Nueva Inglaterra durante el invierno de 1816–1817. Las temperaturas bajas y lluvias torrenciales provocaron malas cosechas en el Reino Unido. En Gales el hambre obligó a muchas familias a viajar sobre largas distancias como refugiados, pidiendo comida. El hambre prevaleció también en el norte y el suroeste de Irlanda, tras el fracaso de las cosechas de trigo, avena y papa. La crisis fue grave en Alemania, y los precios de los alimentos aumentaron considerablemente. En muchas ciudades europeas hubo manifestaciones frente a los mercados de cereales y las panaderías, seguidas de disturbios, incendios y saqueos. Fue la peor hambruna del siglo XIX.

## Excavaciones arqueológicas
Véase Cultura de Tambora para más detalles sobre el trabajo de excavación en 2004 de los asentamientos y pueblos que se perdieron durante la erupción.

## Ecosistema

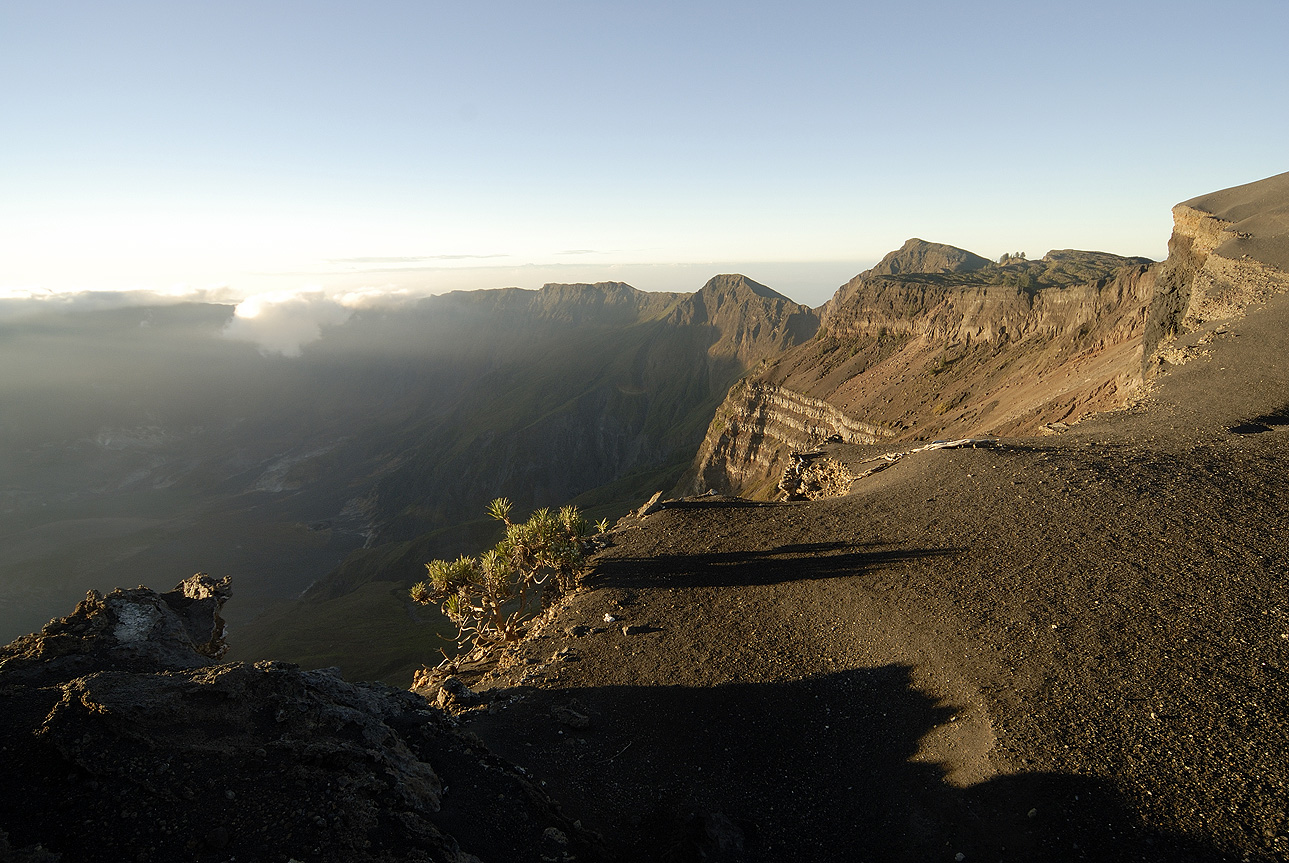
Borde de la caldera del Tambora (2008).

Un equipo de científicos liderado por el botánico suizo Heinrich Zollinger llegó a Sumbawa en 1847. La misión de Zollinger fue estudiar la escena de la erupción y sus efectos sobre el ecosistema local. Fue la primera persona en subir a la cumbre después de la erupción. Todavía estaba envuelto en humo. Como Zollinger subió, sus pies se hundieron varias veces a través de una fina corteza superficial en una capa de azufre en polvo caliente. Una parte de la vegetación se había restablecido, y se observaron algunos árboles en la ladera inferior. Un bosque de Casuarina se había establecido a 2200–2550 m s. n. m.  Se encontraron también varios  pastizales de Imperata cylindrica.
La repoblación de la montaña se inició en 1907. En la década de 1930 se inició una plantación de café en la ladera noroeste de la montaña, en el pueblo de Pekat. Una densa selva, dominada por el árbol pionero Duabanga moluccana, había crecido a una altitud de 1000–2800 m s. n. m., cubriendo un área de hasta 80 000 hectáreas. En 1933 la selva fue explorada por un equipo neerlandés, dirigido por Koster y de Voogd. De acuerdo con sus informes, comenzaron su viaje en un «terreno bastante árido, seco y caliente», y luego entraron en una «selva poderosa» con «enormes, majestuosos gigantes del bosque». A 1100 m s. n. m. entraron en un bosque montano. Por encima de 1800 m s. n. m., encontraron Dodonaea viscosa dominada por árboles Casuarina. En la cumbre, encontraron escasas Anaphalis viscida y Wahlenbergia.
En 1896, se registraron 56 especies de aves, incluyendo Lophozosterops dohertyi. En 1981 se registraron doce especies adicionales. Varios otros estudios zoológicos siguieron, y se identificaron otras especies de aves en la montaña, resultando en un total de más de 90 especies de aves encontradas en el Tambora. cacatúa sulfúrea, Zoothera, Gracula, Gallus varius y Trichoglossus haematodus se cazan por la población local para el comercio de aves de jaula. Megapodius reinwardt es cazado como alimento. La explotación de aves ha dado lugar a una disminución en la población de aves, y la cacatúa sulfúrea está cerca de la extinción en la isla de Sumbawa.
Una empresa maderera comercial está operando en la zona desde 1972, y forma una grave amenaza para la selva tropical. La empresa maderera tiene una concesión para una superficie de 20 000 hectáreas, equivalente a 25% de la superficie total del bosque. Otra parte de la selva tropical se utiliza como zona de caza. Entre la zona de caza y la concesión maderera existe una reserva natural donde se puede encontrar ciervos, búfalos de agua, jabalís, murciélagos, zorros voladores, y varias especies de reptiles y aves.

## Monitorización

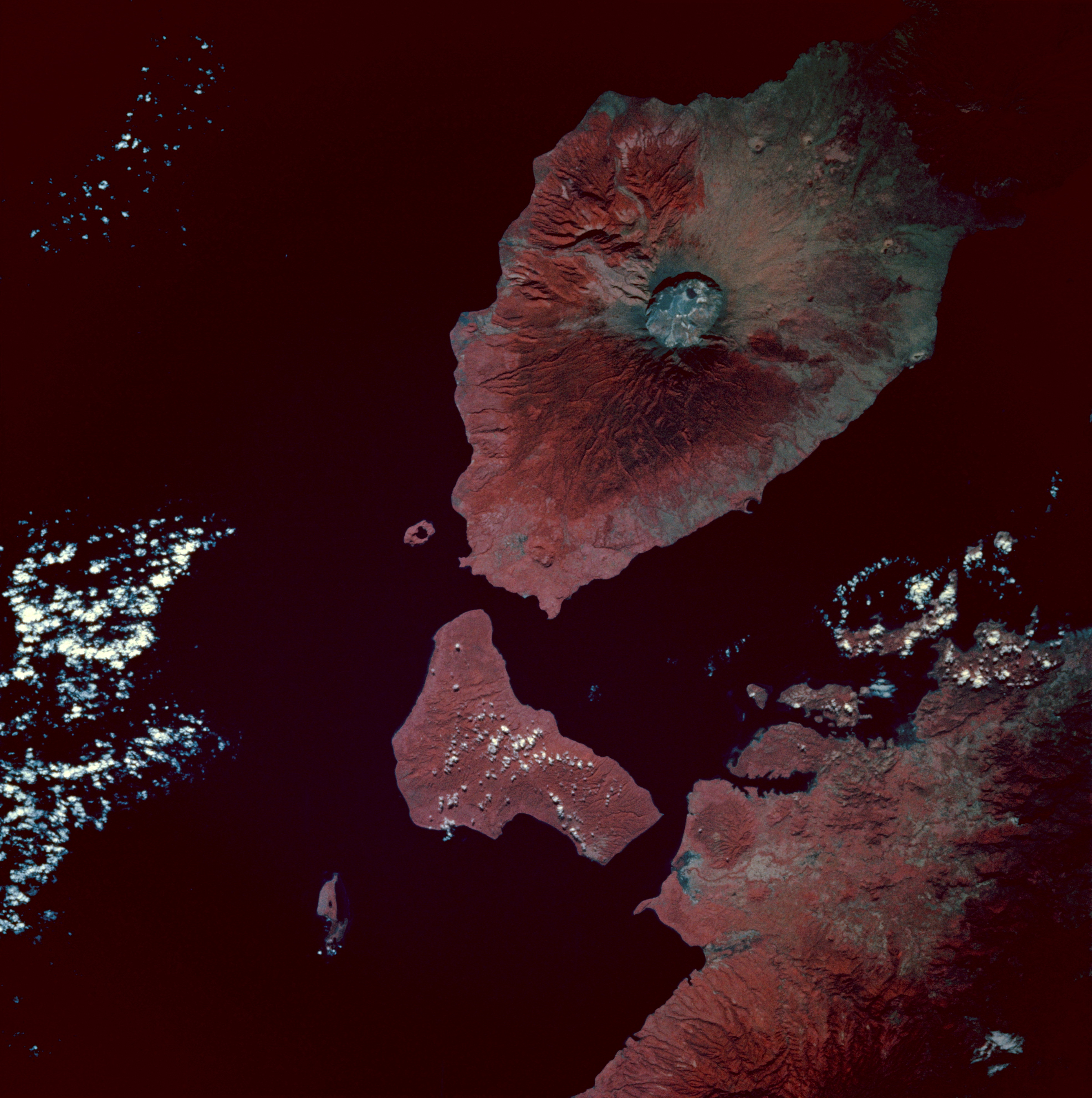
Imagen infrarroja del Tambora.

La población de Indonesia se ha incrementado rápidamente desde la erupción de 1815, y a partir de 2006 alcanzó 222 millones de habitantes, de las cuales 130 millones se concentran en Java. Una erupción volcánica contemporánea de la magnitud de la erupción del Tambora de 1815 causaría una destrucción catastrófica y posiblemente un número mucho mayor de víctimas mortales. Por lo tanto la actividad volcánica en Indonesia, incluido la del Tambora, se vigila continuamente. La monitorización del Tambora se realiza en el interior de la caldera, especialmente alrededor del cono de Doro Api Toi.
La actividad sísmica en el país es supervisada por la Dirección de Vulcanología y Mitigación de Riesgos Geológicos de Indonesia. El puesto de monitorización para el Tambora se encuentra en el pueblo de Doro Peti, y se enfoca en la actividad sísmica y tectónica mediante el uso de un sismógrafo. Desde la erupción 1880 hasta 2006, no hubo ningún aumento significativo en la actividad sísmica. Sin embargo, en agosto de 2011, el nivel de alerta del volcán fue incrementado del nivel I al II tras informes de un aumento en la actividad volcánica en la caldera, incluyendo sismos y emisiones de humo. En septiembre de 2011 el nivel de alerta se elevó al nivel III tras un nuevo aumento en la actividad volcánica.
La Dirección de Vulcanología y Mitigación de Riesgos Geológicos ha desarrollado un mapa de mitigación para mitigar el riesgo que supone una futura erupción del Tambora. Se declararon dos zonas: una zona de peligro y una zona de cautela. La zona de peligro es un área que se verá directamente afectada por la erupción: flujo piroclástico, flujo de lava y otras caídas piroclásticas. Esta zona, que incluye la caldera y sus alrededores, cubre un área de 58,7 km². En la zona de peligro se prohíbe la morada. La zona de cautela incluye áreas que pueden ser indirectamente afectadas por una erupción, por ejemplo por flujos de lahares y caídas de piedras pómez. El tamaño de la zona de cautela es 185 km², e incluye las localidades de Pasanggrahan, Doro Peti, Rao, Labuan Kenanga, Gubu Ponda, Kawindana Toi y Hoddo. El río Guwu, en la parte sur y noroeste de la montaña, también se incluye en la zona de cautela.